# 霍爾茨巴赫河 (埃姆斯河支流)
51°57′2.88″N 8°0′1.71″E / 51.9508000°N 8.0004750°E
霍爾茨巴赫河（德語：Holzbach），是德國的河流，位於該國西部，處於北萊茵-威斯特法倫州，屬於埃姆斯河的左支流，河道全長11公里，流域面積25平方公里。